# Rec.Sport.Soccer Statistics Foundation
Rec.Sport.Soccer Statistics Foundation （略称：RSSSF） はサッカーに関する統計情報を収集するアマチュアの国際組織である。全世界のサッカーに関連する情報を収集することを目的として設立された。

## 歴史
1994年1月、Lars Aarhus、Kent Hedlundh、Karel Stokkermansの3人を主執筆者としてRec.Sport.Soccer (RSS) ネットニュースグループが設立された。この組織は元々「North European Rec.Sport.Soccer Statistics Foundation」として北欧のサッカー情報を扱うことで知られていたが、他の地域のサッカー情報も次第に充実し「North European」の名称は廃止された。
現在、FIFAワールドカップ、全世界200以上の国・地域のサッカーリーグ (男女) （FIFAに加盟していないニウエや北マリアナ諸島などのサッカーリーグも含まれる）、AFCアジアカップなどの大陸連盟選手権、FIFA U-17ワールドカップなどの年代別ワールドカップ、東アジアカップなどの地域連盟選手権など幅広い情報を掲載している。
今日、RSSSFは世界中に執筆者がおり、他にリーグを詳細に記録することを目的としてアルバニア、ブラジル、デンマーク、ノルウェー、ポーランド、ルーマニア、ウルグアイ、ベネズエラという8つの地域プロジェクトが作成されている。日本からは中西正紀が執筆者として投稿を行なっている。